# Manganosegelerita
La manganosegelerita és un mineral de la classe dels fosfats que pertany al grup de l'overita. Rep el nom per la seva relació amb la segelerita.

## Característiques
La manganosegelerita és un fosfat de fórmula química (Mn2+,Ca)(Mn2+,Fe2+,Mg)Fe3+(PO₄)₂(OH)·4H₂O. Va ser aprovada com a espècie vàlida per l'Associació Mineralògica Internacional l'any 1984, sent publicada per primera vegada el 1992. Cristal·litza en el sistema ortoròmbic. La seva duresa a l'escala de Mohs entre 3 i 4.
L'exemplar que va servir per a determinar l'espècie, el que es coneix com a material tipus, es troba conservat al Museu Mineralògic Fersmann, de l'Acadèmia de Ciències de Rússia, a Moscou (Rússia).

## Formació i jaciments
Va ser descoberta al mont Vasin-Myl'k, a la tundra de Voronoi (óblast de Múrmansk, Rússia), on es troba formant agregats de gra fi, de fins a 2 mm de diàmetre, de cristalls prismàtics poc desenvolupats de fins a 0,05 mm de diàmetre. També ha estat descrita a la mina Pedra da Moura, a la localitat de Touvedo (Viana do Castelo, Portugal).